# Апторніс
Апторніс (Aptornis) — викопний рід журавлеподібних птахів родини Aptornithidae. Вони були ендеміками Нової Зеландії, нелітаючі родичі кагу, сонячної чаплі та пастушків.

## Опис

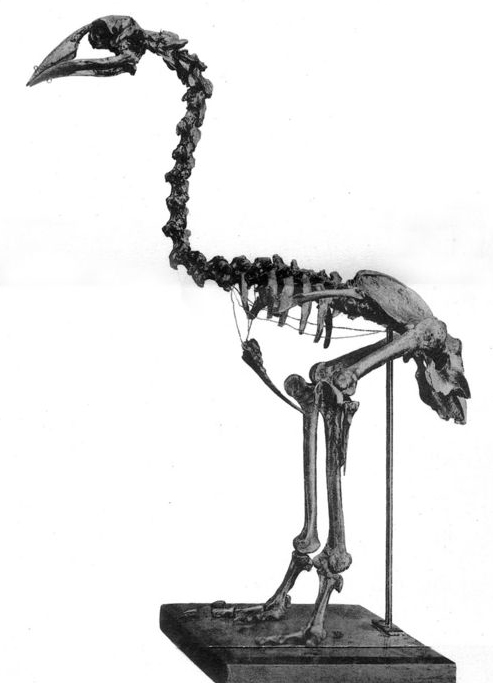
Скелет A. otidiformis

Череп масивний, товстостінний. Мав довге пір'я на спині та вигнутий, товстий дзьоб. У нього були розвинені сильні ноги та шийні м'язи. Маленькі крила вказують, що апторніс був нелітаючим. Птах сягав близько 80 см у висоту і, можливо, важив до 19 кілограмів. Північний вид був меншим за південний (важив близько 16 кг). Ймовірно, живився ягодами, листям м'яких трав'янистих рослин, безхребетними, такими як комахи та павуки, і дрібними хребетними, такими як ящірки. Існує ряд доказів, що вони мешкали на відкритих просторах, а не у густому лісі.

## Вимирання
Представники роду не були широко поширені. Вимерли у Середні віки до приходу європейців (близько 1300 року). Причиною вимирання було полювання корінного населення, завезення чужорідних видів — пацюків та собак.

## Класифікація
Описано три види:
- Апторніс Північного острова (Aptornis otidiformis, Оуен 1844)
- Апторніс Південного острова (Aptornis defossor, Оуен 1871)
- Aptornis proasciarostratus Worthy, Tennyson & Scofield, 2011 (Знайдений на Південному острові)